# Heinz Leuzinger
Pour les articles homonymes, voir Leuzinger.
Heinz Leuzinger (né le 25 mars 1940 à Glaris, mort le 13 octobre 2007) est un guide de haute montagne et peintre suisse.

## Biographie
Heinz Leuzinger grandit à Glaris et fait un apprentissage en boulangerie. À la fin des années 1950, il est l'un des « jeunes sauvages » de l'alpinisme de Glaris et fait partie du club d'escalade d'Alpstein. Grimpeur extrême, il ouvre des itinéraires difficiles en Suisse orientale et centrale et dans les Dolomites, ainsi que sur certaines des grandes faces nord des Alpes. Avec un groupe d'alpinistes de Glaris, il réussit en janvier 1969, la première ascension hivernale du Couloir Röti dans la face nord-est du Tödi.
Après le diplôme de guide de montagne, il devient instructeur à l'école d'Andermatt. Il devient un expert en secours en montagne, en science des avalanches et en météorologie. Cristallier, il a une grande collection de cristaux. Il est aussi un pionnier du parapente.

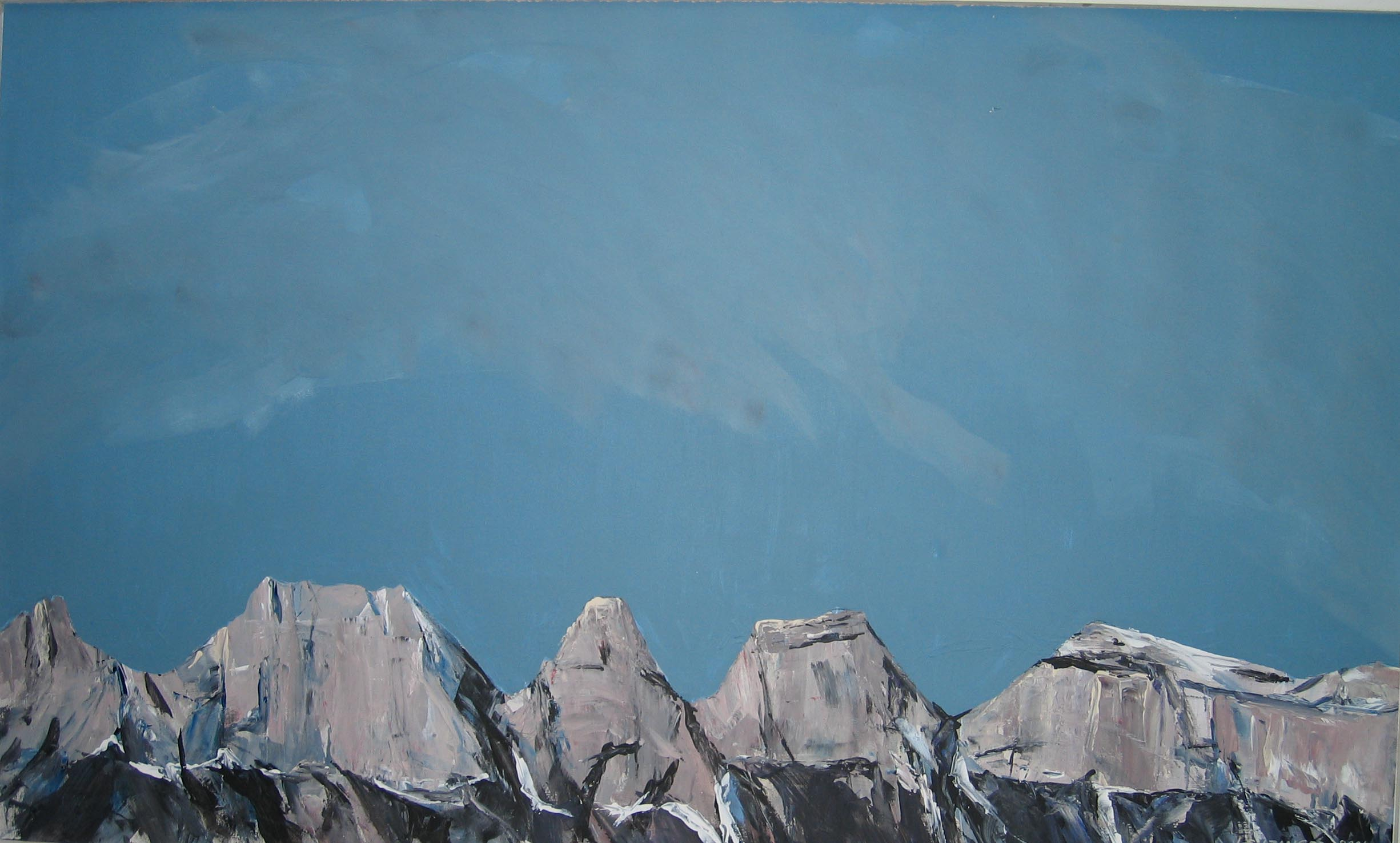
Les Churfirsten, 2005

À l'âge de 45 ans, il commence à peindre et devient membre de la Guilde des peintres de montagne suisses. Son œuvre comprend un grand nombre d'aquarelles, de dessins au crayon et à l'encre. Ses marques distinctives sont des peintures acryliques de grand format représentant de nombreuses montagnes et leurs vues sur la Suisse.

## Source de la traduction
- (de) Cet article est partiellement ou en totalité issu de l’article de Wikipédia en allemand intitulé « Heinz Leuzinger » (voir la liste des auteurs).